# Lucetia distincta
Lucetia distincta är en spindelart som beskrevs av Margareta Dumitrescu och C.Constantin Georgescu 1983. Lucetia distincta ingår i släktet Lucetia och familjen dansspindlar. Inga underarter finns listade i Catalogue of Life.